# KeyFilm
KeyFilm is een Nederlands filmproductiebedrijf gevestigd in Amsterdam, gespecialiseerd in het ontwikkelen en produceren van speelfilms, dramaseries en documentaires. Het bedrijf werd in 2008 opgericht door eigenaar en producent Hanneke Niens (voormalig mede-oprichter en producent van IDTV Film). Medeoprichter en producent Hans de Wolf is sinds 2022 als adviseur aan KeyFilm verbonden. De filmproductiemaatschappij heeft een groot internationaal netwerk opgebouwd van coproducenten en financiers en werkt samen met onder andere Eurimages, het British Film Institute, Chios Investments, Al Jazeera, Videoland en Netflix.
Succesvolle films waren Bride Flight, Soof, Soof 2, Soof 3, en Wat Is Dan Liefde. In 2018 won de internationale coproductie The Reports on Sarah and Saleem (2018) op het Internationaal Film Festival Rotterdam de Special Jury Award voor beste scenario en de HBF Audience Award. In 2021 was de serie Swanenburg de meest gestreamde NPO serie. 

## Selectie films/dramaseries van KeyFilm
- Net als in de Film (2023)
- De Vuurlinie (2023)
- Het Verloren Transport (2023)
- A House in Jerusalem (2023)
- Soof 3 (2022)
- Queens (2022)
- Swanenburg (2021-2023, twee seizoenen)
- De Vogelwachter (2020)
- Muidhond (2020)
- Dreamlife (2020)
- Wat is Dan Liefde (2019)
- The Beast in the Jungle (2019)
- The Reports on Sarah and Saleem (2018)
- Soof: Een Nieuw Begin (twee seizoenen, 2017-2018)
- Dorst (2017)
- Soof 2 (2016)
- Night of a 1000 Hours (2016)
- Beyond Sleep (2016)
- Ya tayr el tayer (The Idol) (2015)
- Ventoux (2015)
- Nena (2014)
- Soof (2013)
- Silent City (2012)
- Richting West (2010)
- Bollywood Hero (2009)
- Terug naar de kust (2009)